# 安娜·菲舍尔 (宇航员)
安娜·李·庭格尔·菲舍尔（英語：Anna Lee Tingle Fisher，1949年8月24日—），美国国家航空航天局宇航员，执行过STS-7以及STS-51-G任务。1984年成为第一位登上太空的母亲。是目前年纪最大的在职美籍宇航员。曾参与过航天飞机，国际空间站，猎户座飞船等计划

## 生平
菲舍尔出生于纽约，在洛杉矶长大。1967年高中毕业后便进入UCLA就读化学专业。1971年获得化学学士文凭后便转入UCLA医学院继续攻读研究生。1976年获得医学博士学位，1987年获得化学硕士学位。